# Virginiamycin
Virginiamycin ist eine antibiotisch wirksame, aus Kulturen von Streptomyces virginiae oder gleiche, auf anderem Wege hergestellte chemische Verbindung. Sie gehört zu den Streptograminen.
Die Substanz besteht im Wesentlichen aus den beiden Komponenten Virginiamycin M1 (= Pristinamycin IIA) und Virginiamycin S1.
Virginiamycin ist oral wirksam und wird in einigen Ländern bei Schweinen und Geflügel zur Vorbeugung gegen Infektionen und mit dem Ziel einer guten Futterverwertung verwendet. Auch in der EU wurde Virginiamycin bis zu seinem Verbot Ende der 1990er Jahre als Futtermittelzusatzstoff (E 711) zur Wachstumsbeschleunigung in der Tiermast eingesetzt.

## Fertigpräparate
Stafac (USA)